# جیمز فانلاندسخوت
جیمز فانلاندسخوت (انگلیسی: James Vanlandschoot؛ زادهٔ ۲۶ اوت ۱۹۷۸ ‏(۴۶ سال)) دوچرخه‌سوار اهل بلژیک است.
از باشگاه‌هایی که در آن بازی کرده‌است می‌توان به اسپورت فلاندر-بالوزه، لاندباوکردیت–کولناخو، و وانتی–گروپ گوبر اشاره کرد.